# Haasiasaurus
Haasiasaurus is een geslacht van uitgestorven vroege Mosasauroidea. 

## Naamgeving
In 1999 werd het geslacht Haasia benoemd door Michael J. Polcyn, Eitan Tchernov en Louis Jacobs. De naam eerde de paleontoloog Georg Haas. Deze naam was echter een jonger homoniem van Haasia Bollman 1893, een geslacht van miljoenpoten met als soort Haasia troglodytes. En dan bestond er ook nog de trilobiet Haasia wildungensis Yuan 1988. Daarom werd in 2003 de vervangingsnaam Haasiasaurus gegeven. De typesoort blijft echter Haasia gittelmani. De soortaanduiding eert Steven H. Gittelman.
Het holotype is EJ693, een fragmentarische schedel met linkeronderkaak. Het is gevonden in honderd miljoen jaar oude rotsen uit het Cenomanien (Laat-Krijt) in de buurt van Ein Yabrud, op de Palestijnse Westelijke Jordaanoever, ongeveer twintig kilometer ten noorden van Jeruzalem. Verschillende wervels en ledematen zijn toegewezen. Een belangrijk exemplaar is verder de schedel EJ694 en het postcraniaal skelet EJ696.

## Beschrijving
Haasiasaurus was de grootste mosasauriër uit het Cenomanien met 2,5 meter lengte. 
Als basaal lid van de Mosasauroidea, bezat Haasiasaurus nog vele basale kenmerken. Zijn handen en voeten waren nog niet veranderd in flippers en hadden  nog functionele gewrichten. Volgens Polcyn kon het dier nog uitstekend op het land lopen. Ook de botstructuur was basaal, zonder verdichting.

## Fylogenie
Polcyn plaatste Haasiasaurus in 1999 basaal in de Mosasauroidea. In 2005 echter werd door hem een hogere positie aangenomen, basaal in de Mosasauridae maar wel als zustertaxon van een klade bestaande uit de Halisaurimorpha en de Russellosaurina. Verschillende takken in de Mosasauroidea zouden dan lang een basale vorm hebben behouden.